# Средња Слатина
Средња Слатина је насељено мјесто у општини Шамац, Република Српска, БиХ. Према попису становништва из 1991. у насељу је живјело 1.277 становника.

## Спорт
Насеље је сједиште фудбалског клуба Слога.

## Становништво
До 1980. године у саставу насеља је било и насељено мјесто Њивак у саставу данашње општине Пелагићево.
| Демографија | Демографија | Демографија |
| Година      | Становника  | Становника  |
| ----------- | ----------- | ----------- |
| 1961.       | 1.332       |             |
| 1971.       | 1.597       |             |
| 1981.       | 1.289       |             |
| 1991.       | 1.277       |             |

## Познате личности
- Жељко Јурић, хрватски пјевач